# Църн връх (община Студеничани)
Църн връх (на македонска литературна норма: Црн Врв; на албански: Cërn Vërv) е село в община Студеничани на Северна Македония.

## География
Селото се намира в областта Торбешия, високо в северните склонове на Якубица.

## История
В XIX век Църн връх е село в Скопска каза на Османската империя. Според статистиката на Васил Кънчов от 1900 година Църни върх е населявано от 210 арнаути мохамедани.
След Междусъюзническата война в 1913 година селото попада в Сърбия.
На етническата си карта от 1927 година Леонард Шулце Йена показва Църни връх (Crnivrh) като албанско село.
На етническата си карта на Северозападна Македония в 1929 година Афанасий Селишчев отбелязва Църни връх като албанско село.
В 1961 година в селото е открита поща.
Според преброяването от 2002 година селото има 700 жители.
| Националност     | Всичко |
| северномакедонци | 1      |
| албанци          | 686    |
| турци            | 0      |
| роми             | 0      |
| власи            | 0      |
| сърби            | 0      |
| бошняци          | 0      |
| други            | 13     |